# Curculionidae
I Curculionidi (Curculionidae Latreille, 1802) sono una famiglia di coleotteri appartenente alla superfamiglia Curculionoidea.
La famiglia dei Curculionidi comprende oltre ottantamila specie ed è la più estesa del regno animale.
Comprende anche diverse specie dannose per l'uomo e le sue colture.

## Descrizione
I curculionidi hanno come caratteristica particolare quella di avere un capo, allungato a forma di proboscide, alla cui estremità si trova l'apparato boccale. Questa struttura viene chiamata rostro. In alcune specie il rostro è corto e poco pronunciato, in altre può essere anche più lungo del corpo. Le antenne sono generalmente collocate a metà del rostro.
La maggior parte di queste specie ha una colorazione mimetica col suolo o con le radici, la restante possiede invece colorazioni vivaci ed intense e sfumature metalliche.
Le larve hanno una tipica forma a "C" e sono prive di zampe.

## Biologia
Le femmine di questa famiglia depongono le loro uova sulle foglie, nel legno o al suolo.
La maggior parte delle femmine usa il rostro per scavare buchi nei tessuti vegetali per poi potervi deporre le uova.
Le larve vivono a spese delle piante, alcune si nutrono di radici o di tuberi, altre di fusti o di legno, altre ancora di foglie.
Una particolarità del maschio consiste nell'avere un pene munito di uncini che logora l'organo sessuale femminile, non permettendo una nuova fecondazione della femmina.

## Distribuzione e habitat
Questa famiglia è ubiquitaria e vive generalmente su piante acquatiche o terrestri.

## Sistematica
La famiglia è suddivisa nelle seguenti sottofamiglie e tribù:

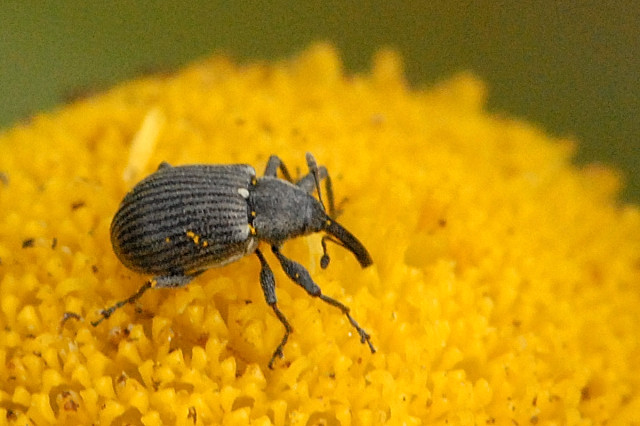
Anthonomus rubi
(Curculioninae, Anthonomini)

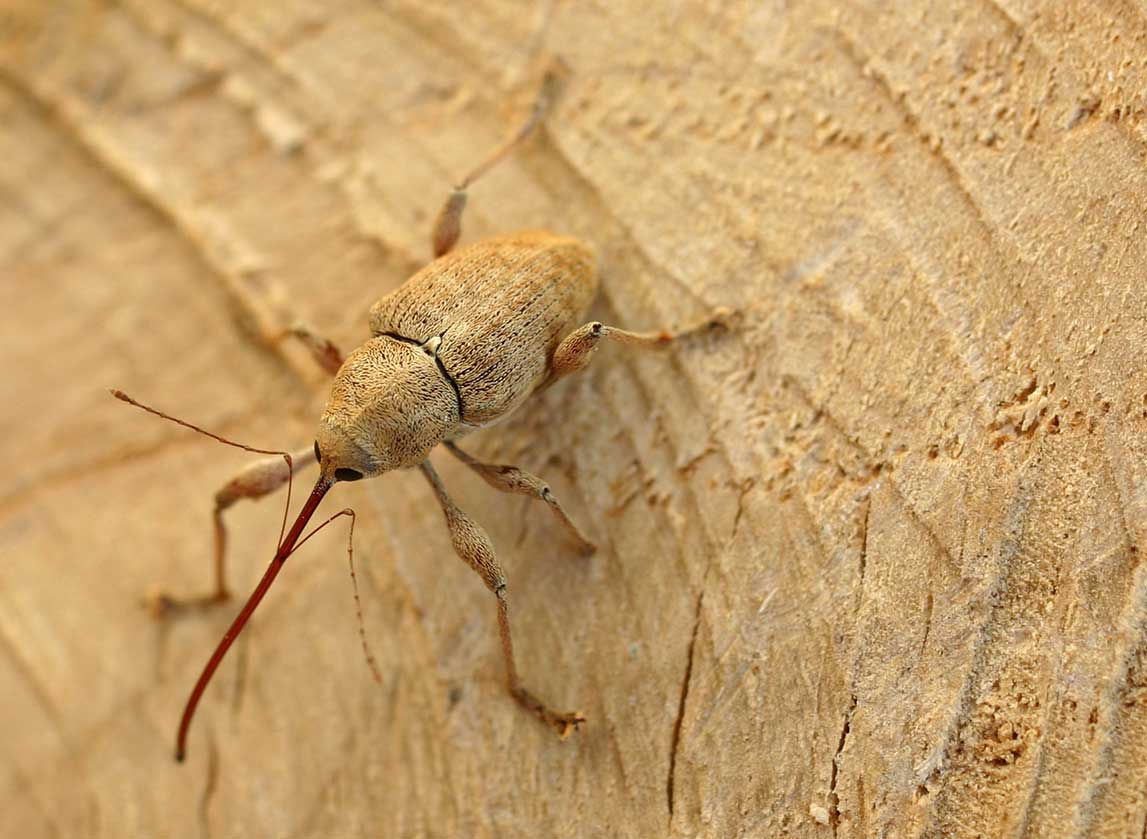
Curculio elephas
(Curculioninae, Curculionini)

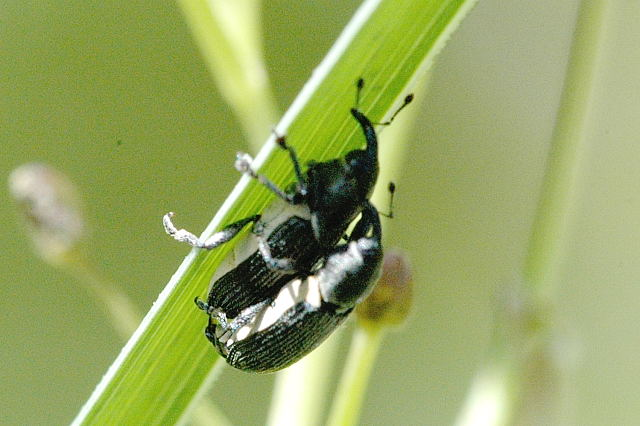
Limnobaris t-album
(Baridinae, Apostasimerini)

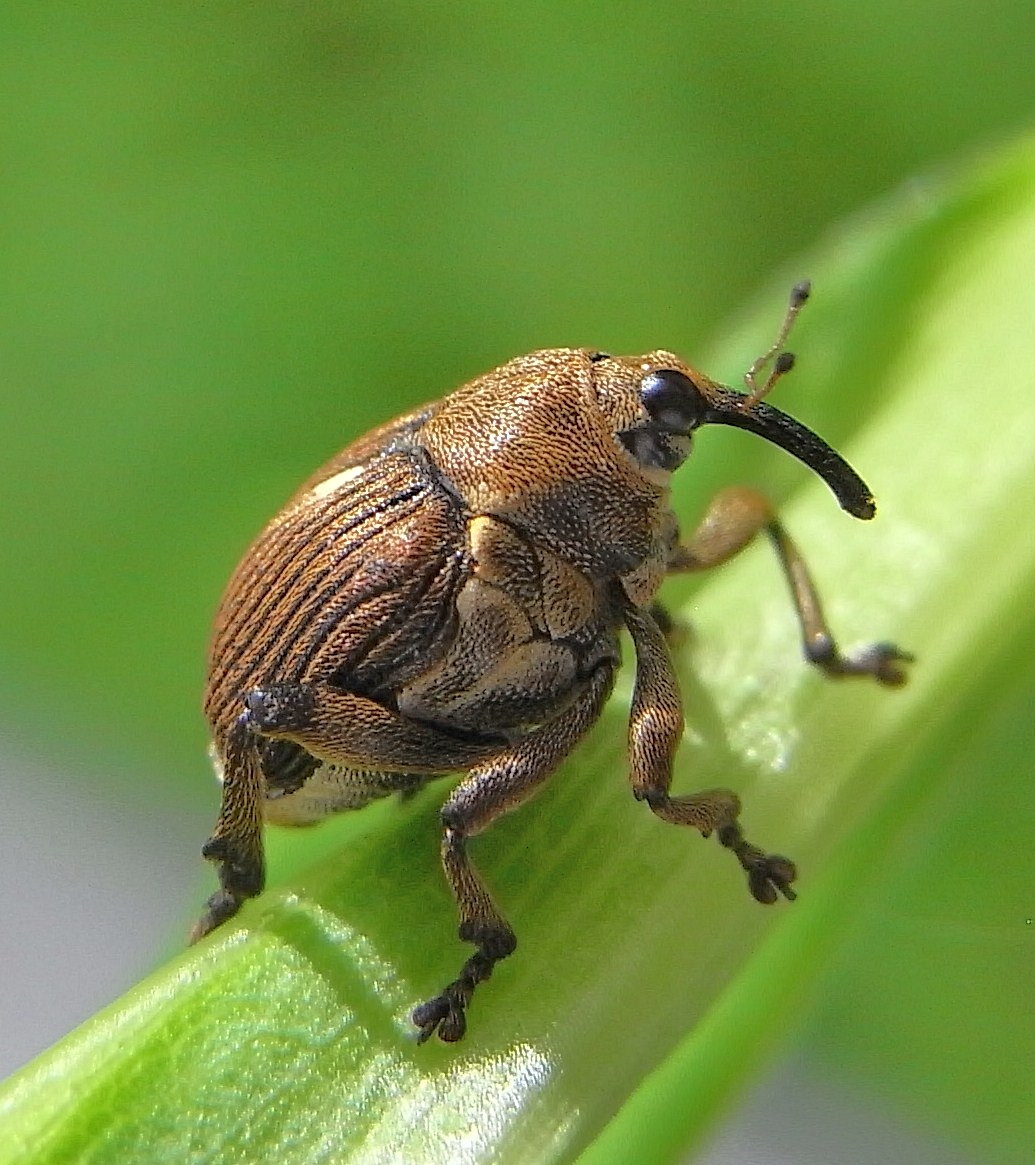
Mononychus punctumalbum
(Ceutorhynchinae, Mononychini)

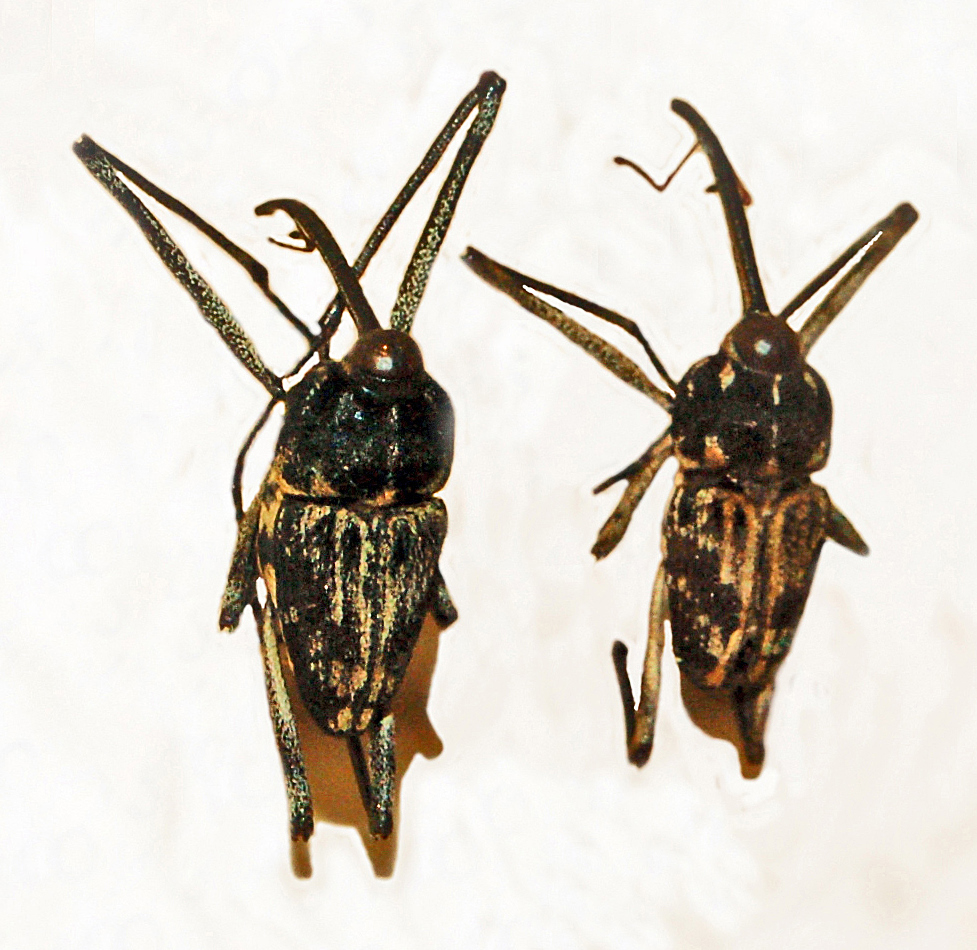
Mecopus bispinosus
(Conoderinae, Mecopini)

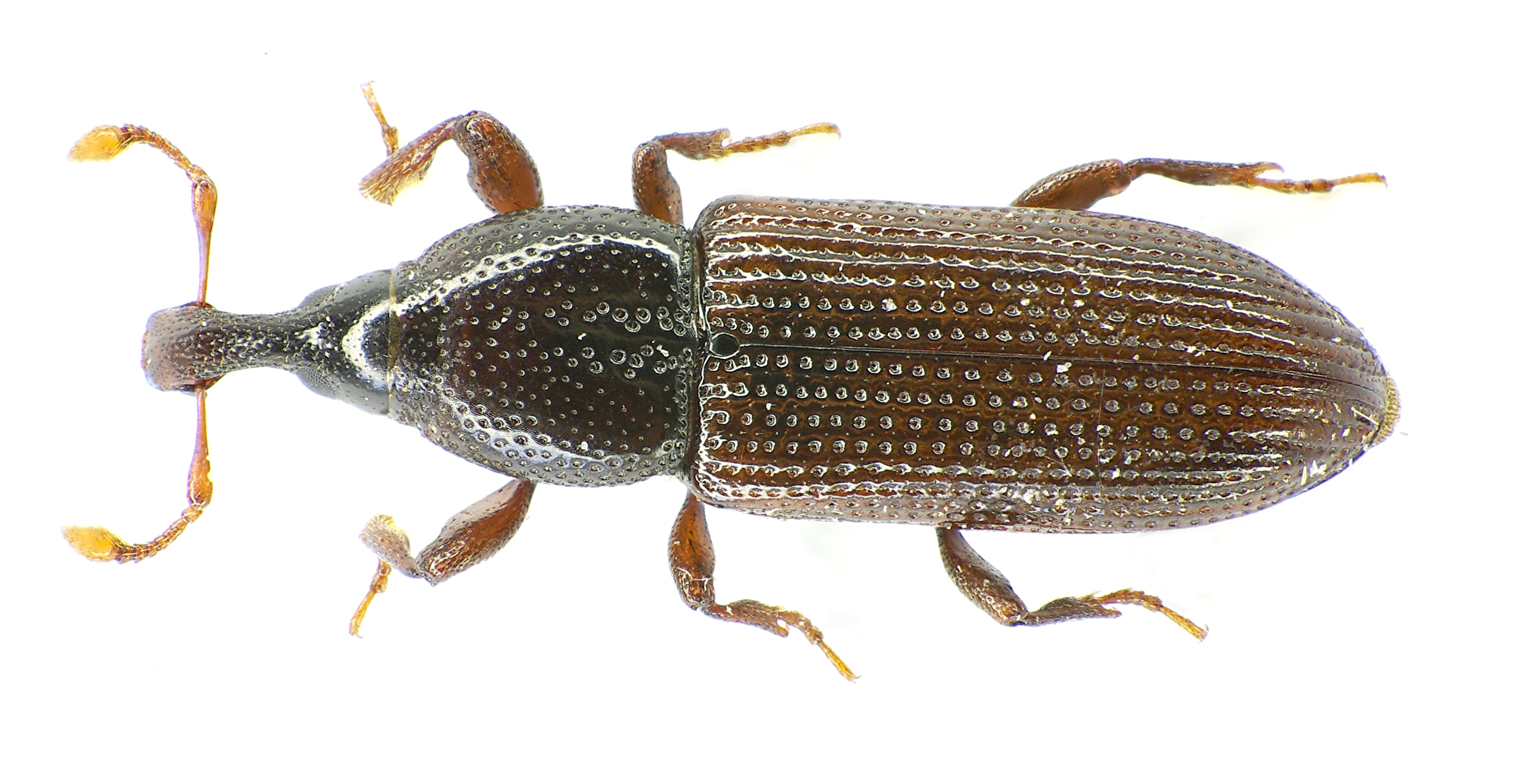
Cossonus linearis
(Cossoninae, Cossonini)

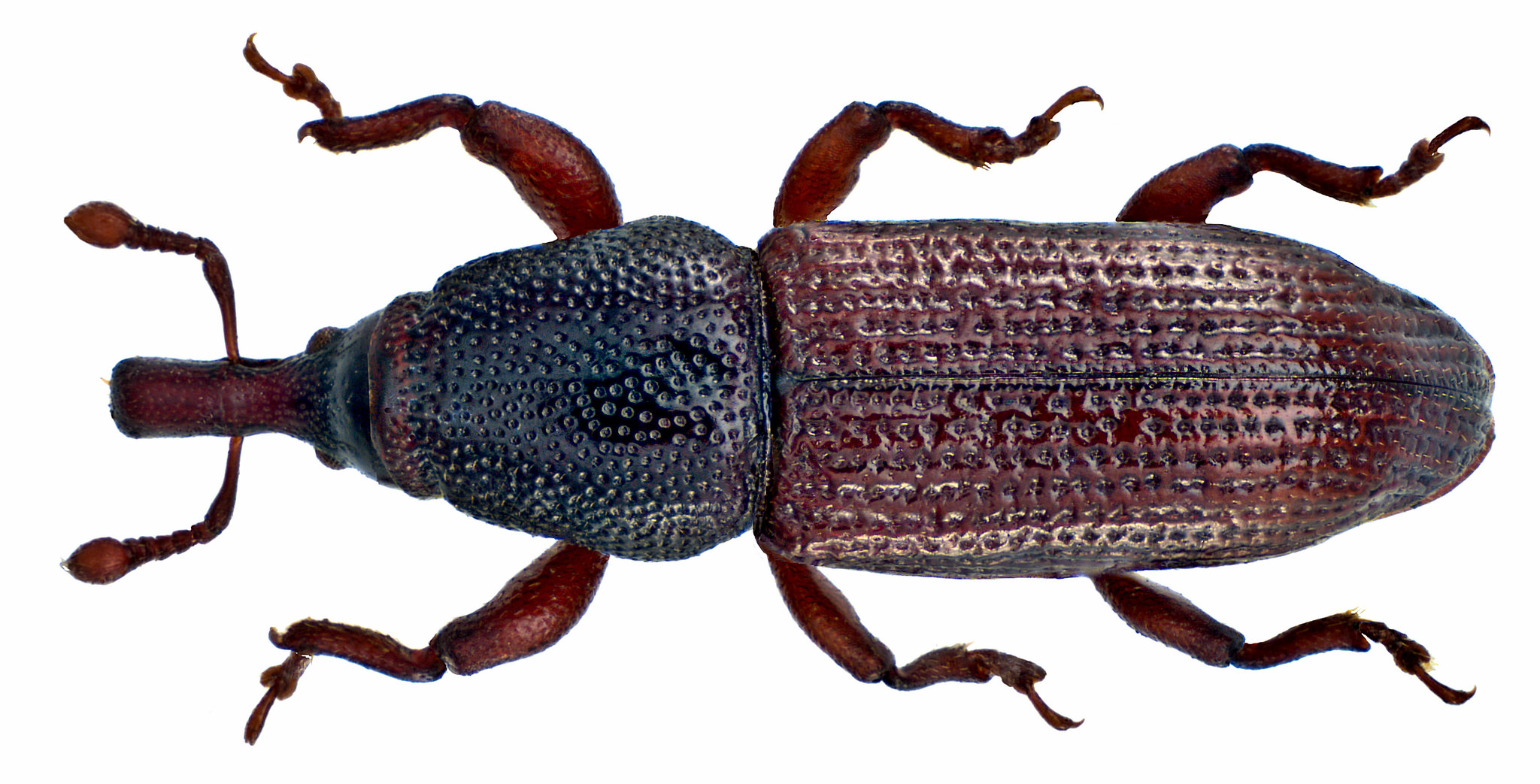
Pentarthrum huttoni
(Cossoninae, Pentarthrini)

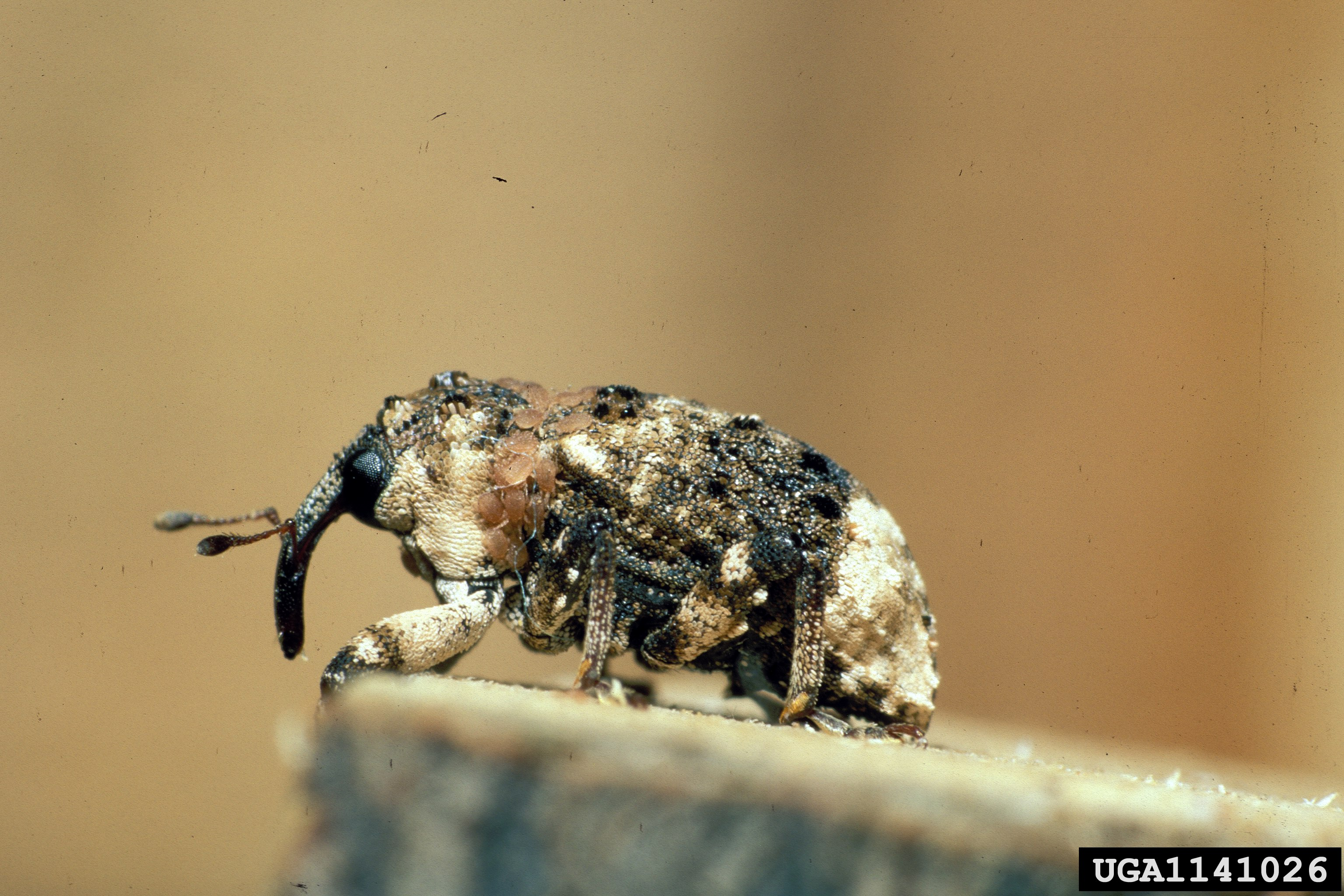
Cryptorhynchus lapathi
(Cryptorhynchinae, Cryptorhynchini)

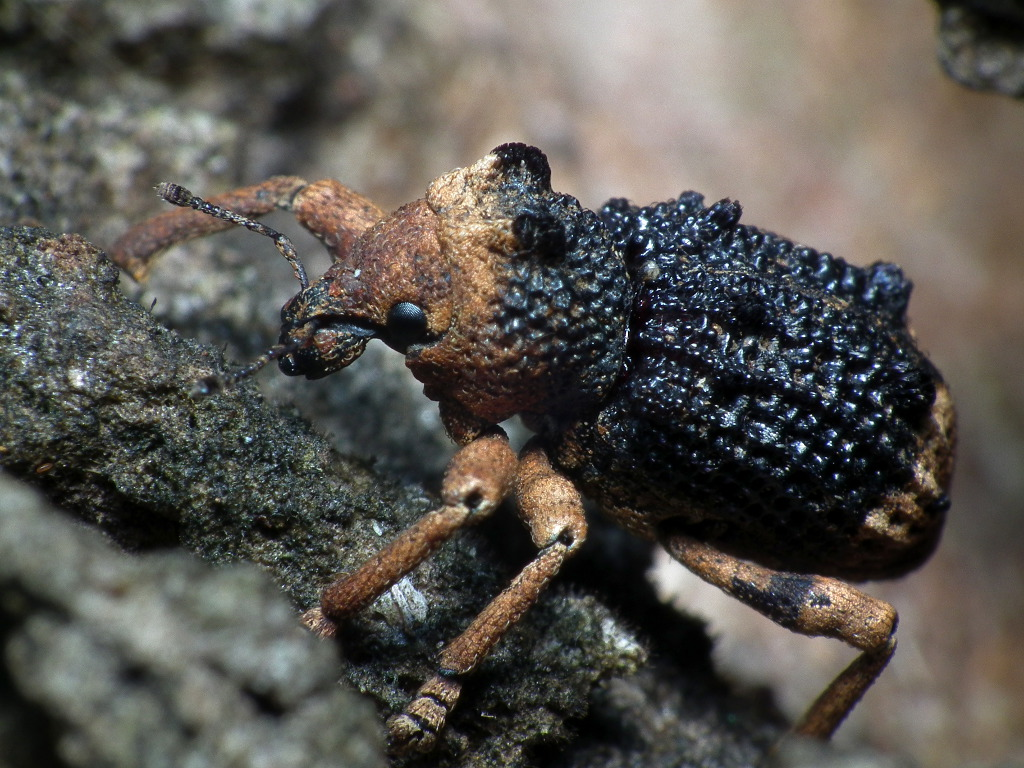
Aades cultratus
(Cyclominae, Aterpini)

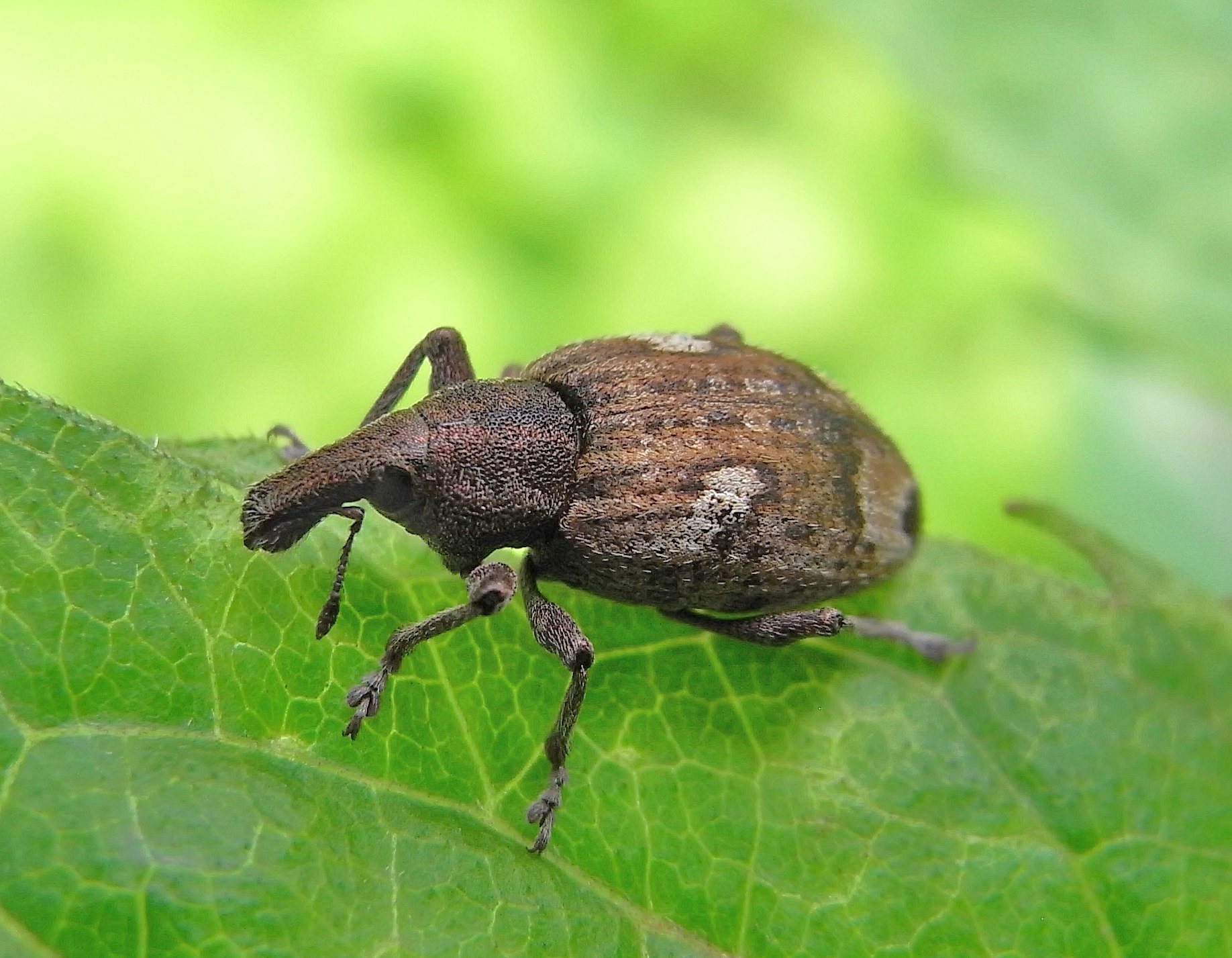
Graptus triguttatus
(Entiminae, Alophini)

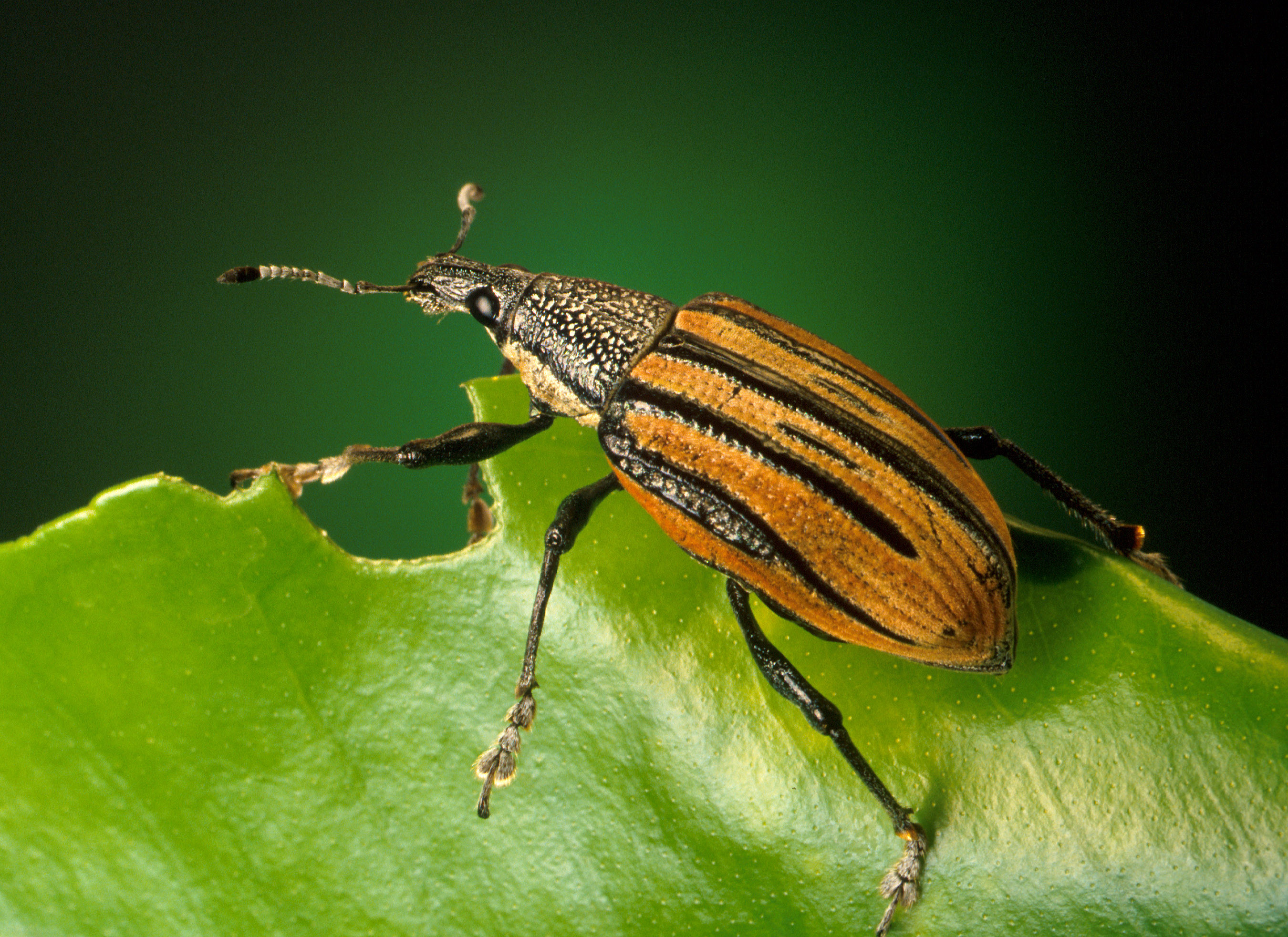
Diaprepes abbreviatus
(Entiminae, Eustylini)

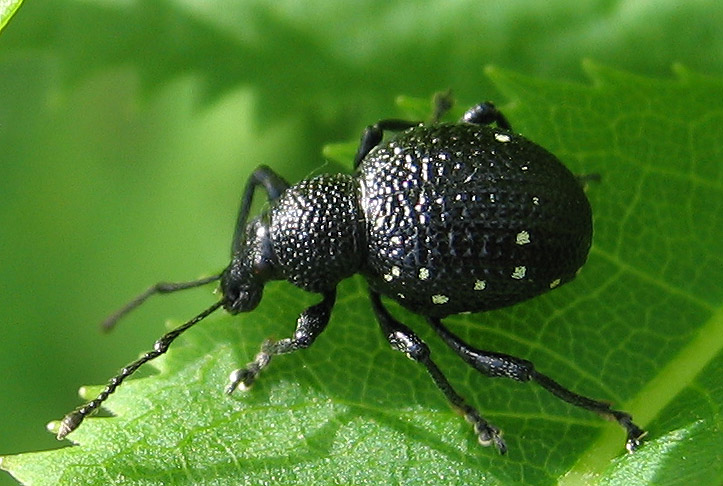
Otiorhynchus gemmatus
(Entiminae, Otiorhynchini)

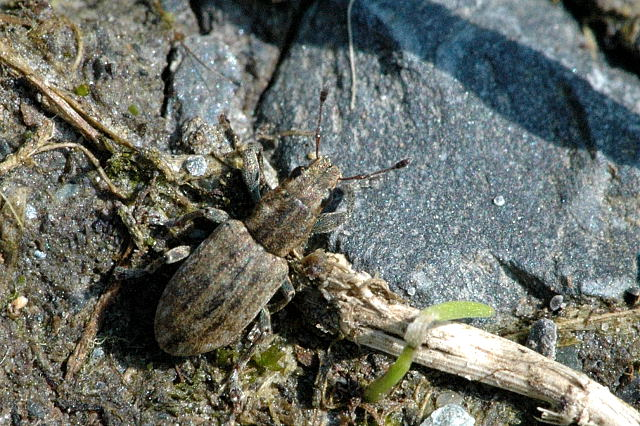
Sitona lineatus
(Entiminae, Sitonini)

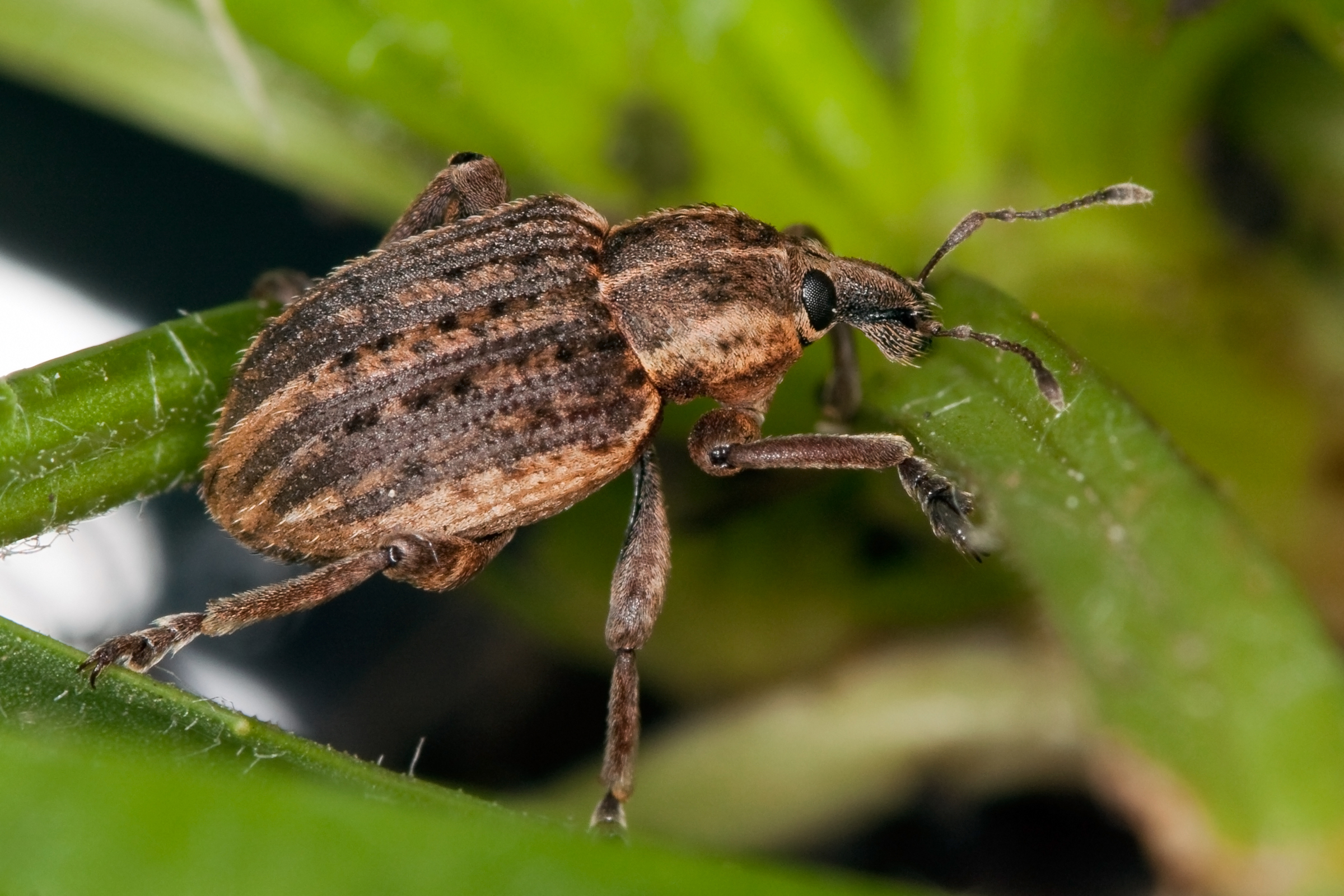
Hypera zoilus
(Hyperinae, Hyperini)

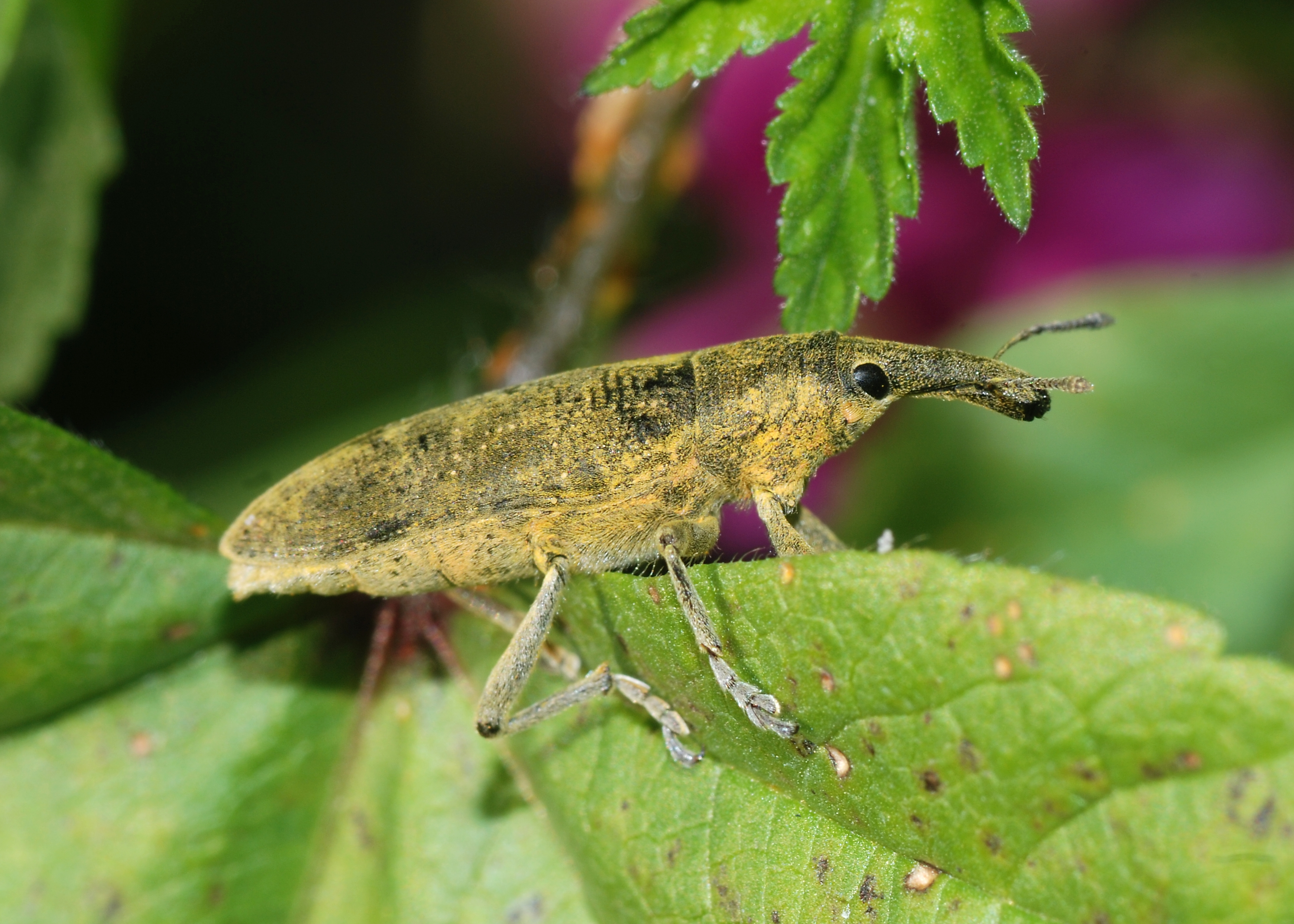
Lixus pulverulentus
(Lixinae, Lixini)

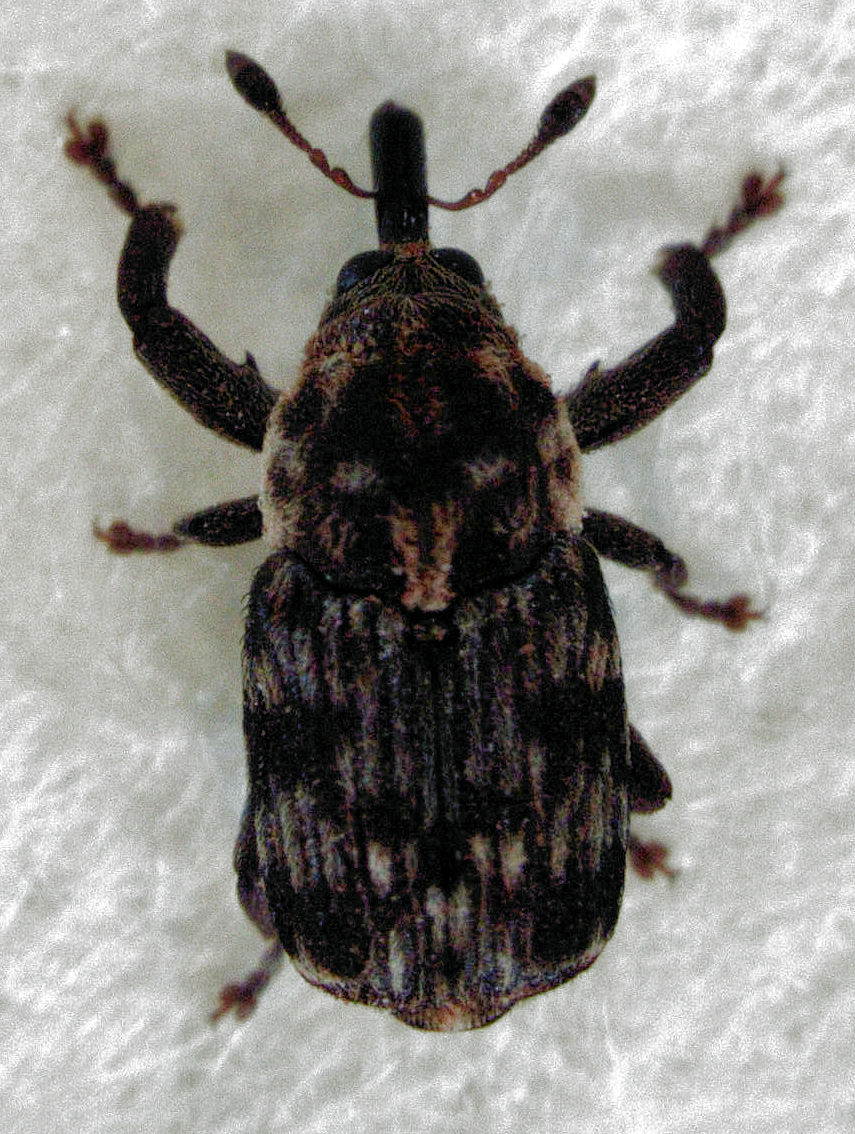
Neolaemosaccus narinus
(Mesoptiliinae, Laemosaccini)

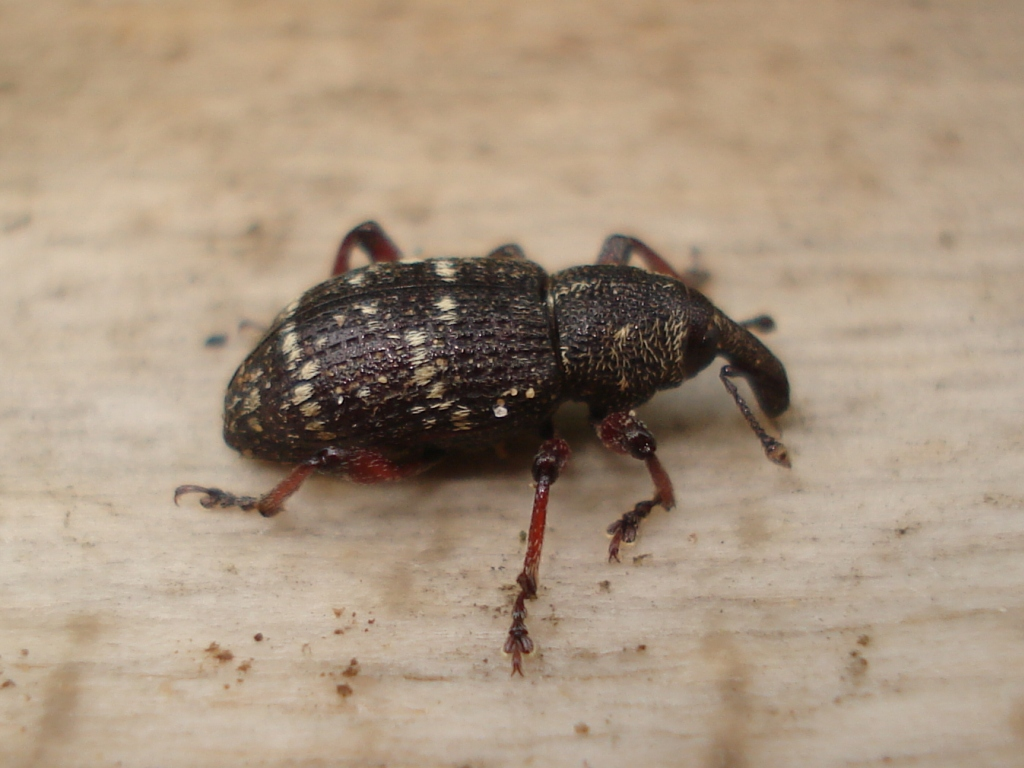
Hylobius pinastri
(Molytinae, Hylobiini)

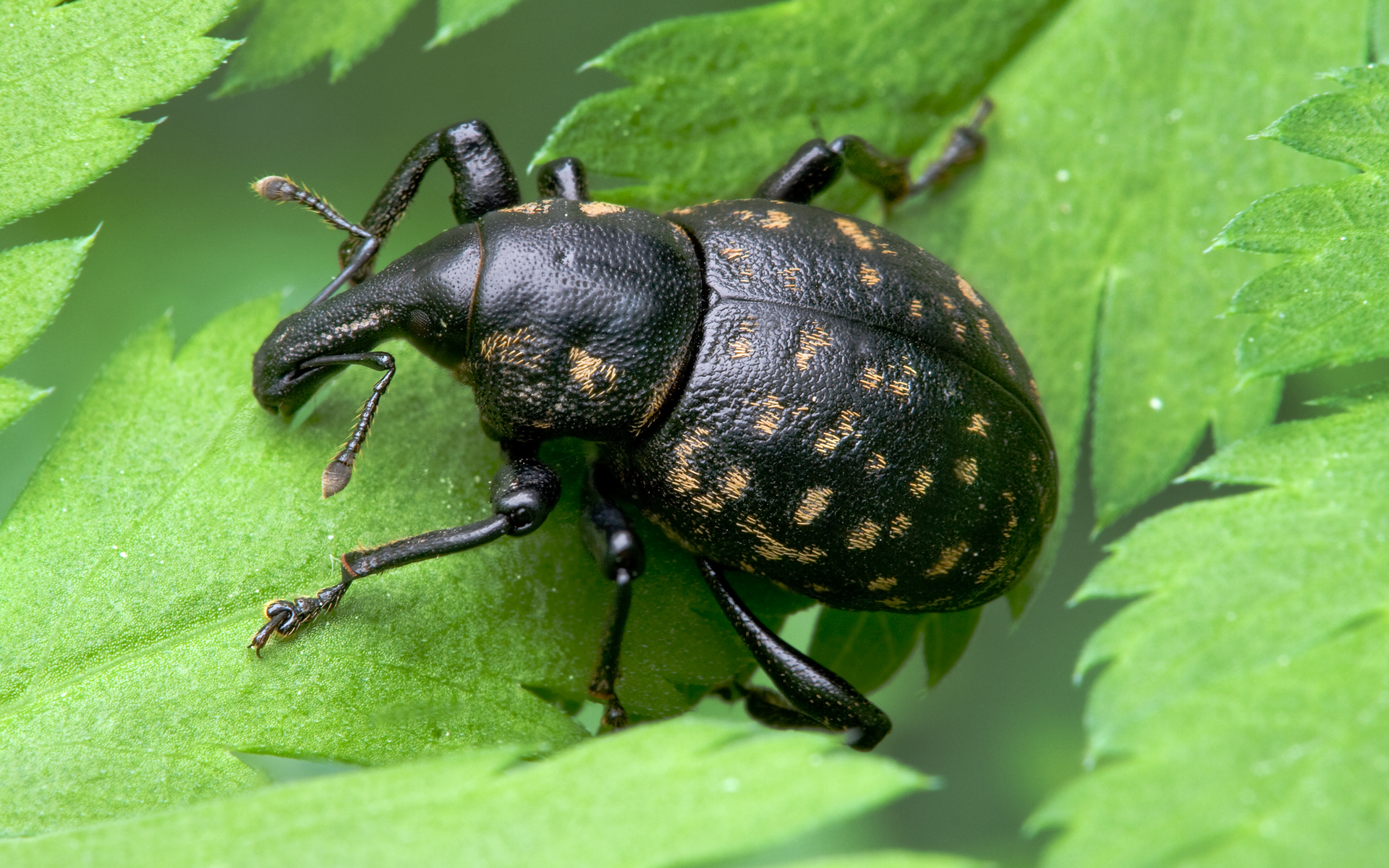
Liparus glabrirostris
(Molytinae, Molytini)

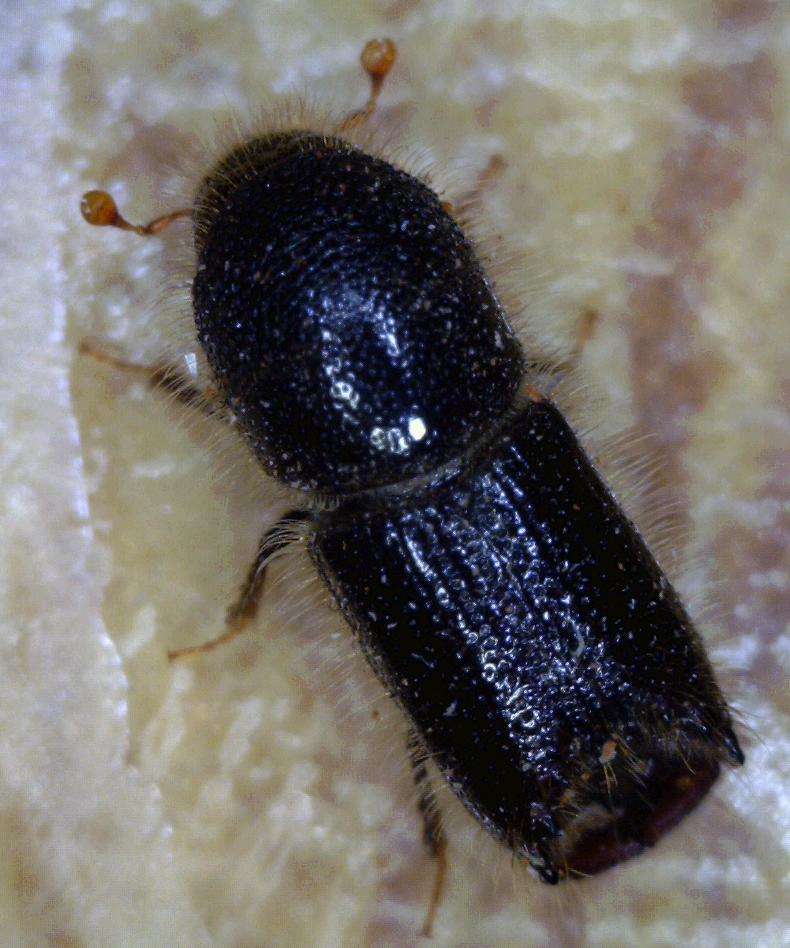
Ips cembrae
(Scolytinae, Ipini)

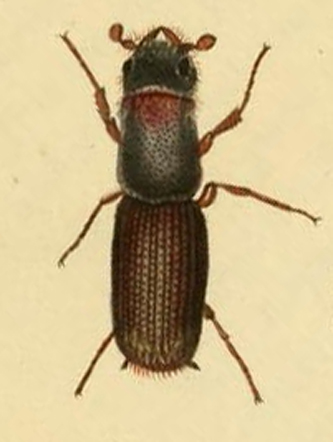
Platypus cylindrus
(Platypodinae, Platypodini)

- sottofamiglia Curculioninae Latreille, 1802
  - tribù Acalyptini Thomson, 1859
  - tribù Acentrusini Alonso-Zarazaga, 2005
  - tribù Ancylocnemidini Voss, 1962
  - tribù Anthonomini Thomson, 1859
  - tribù Camarotini Schönherr, 1833
  - tribù Ceratopodini Lacordaire, 1863
  - tribù Cionini Schönherr, 1825
  - tribù Cranopoeini Kuschel, 2009
  - tribù Cryptoplini Lacordaire, 1863
  - tribù Curculionini Latreille, 1802
  - tribù Diabathrariini Lacordaire, 1863
  - tribù Ellescini Thomson, 1859
  - tribù Erodiscini Lacordaire, 1863
  - tribù Eugnomini Lacordaire, 1863
  - tribù Gonipterini Lacordaire, 1863
  - tribù Mecinini Gistel, 1848
  - tribù Nerthopini Lacordaire, 1865
  - tribù Otidocephalini Lacordaire, 1863
  - tribù Piazorhinini Lacordaire, 1863
  - tribù Prionobrachiini Hustache, 1938
  - tribù Pyropini Lacordaire, 1865
  - tribù Rhamphini Rafinesque, 1815
  - tribù Smicronychini Seidlitz, 1891
  - tribù Sphaeriopoeini Kuschel, 2003
  - tribù Storeini Lacordaire, 1863
  - tribù Styphlini Jekel, 1861
  - tribù Tychiini Gistel, 1848
  - tribù Ulomascini Lacordaire, 1865
  - tribù Viticiini Morimoto, 1983

- sottofamiglia Bagoinae Thomson, 1859

- sottofamiglia Baridinae Schönherr, 1836
  - tribù Ambatini Lacordaire, 1863
  - tribù Anopsilini Bondar, 1942
  - tribù Apostasimerini Schönherr, 1844
  - tribù Baridini Schönherr, 1836
  - tribù Madarini Jekel, 1865
  - tribù Neosharpiini Hoffmann, 1956
  - tribù Nertinini Voss, 1954
  - tribù Optatini Champion, 1907
  - tribù Pantotelini Lacordaire, 1865
  - tribù Peridinetini Lacordaire, 1865

- sottofamiglia Ceutorhynchinae Gistel, 1848
  - tribù Ceutorhynchini Gistel, 1848
  - tribù Cnemogonini Colonnelli, 1979
  - tribù Egriini Pajni and Kohli, 1982
  - tribù Hypohypurini Colonnelli, 2004
  - tribù Hypurini Schultze, 1902
  - tribù Lioxyonychini Colonnelli, 1984
  - tribù Mecysmoderini Wagner, 1938
  - tribù Mononychini LeConte, 1876
  - tribù Phytobiini Gistel, 1848
  - tribù Scleropterini Schultze, 1902

- sottofamiglia Conoderinae Schönherr, 1833
  - tribù Arachnopodini Lacordaire, 1865
  - tribù Campyloscelini Schönherr, 1845
  - tribù Conoderini Schönherr, 1833
  - tribù Coryssomerini Thomson, 1859
  - tribù Coryssopodini Lacordaire, 1865
  - tribù Lechriopini Lacordaire, 1865
  - tribù Lobotrachelini Lacordaire, 1865
  - tribù Mecopini Lacordaire, 1865
  - tribù Menemachini Lacordaire, 1865
  - tribù Othippiini Morimoto, 1962
  - tribù Peloropodini Hustache, 1932
  - tribù Piazurini Lacordaire, 1865
  - tribù Sphadasmini Lacordaire, 1865
  - tribù Trichodocerini Champion, 1906
  - tribù Zygopini Lacordaire, 1865

- sottofamiglia Cossoninae Schönherr, 1825
  - tribù Acamptini LeConte, 1876
  - tribù Acanthinomerini Voss, 1972
  - tribù Allomorphini Folwaczny, 1973
  - tribù Aphyllurini Voss, 1955
  - tribù Araucariini Kuschel, 1966
  - tribù Choerorhinini Folwaczny, 1973
  - tribù Cossonini Schönherr, 1825
  - tribù Cryptommatini Voss, 1972
  - tribù Dryotribini LeConte, 1876
  - tribù Microxylobiini Voss, 1972
  - tribù Nesiobiini Alonso-Zarazaga and Lyal, 1999
  - tribù Neumatorini Folwaczny, 1973
  - tribù Onychiini Chapuis, 1869
  - tribù Onycholipini Wollaston, 1873
  - tribù Pentarthrini Lacordaire, 1865
  - tribù Proecini Voss, 1956
  - tribù Pseudapotrepini Champion, 1909
  - tribù Rhyncolini Gistel, 1848
  - tribù Tapiromimini Voss, 1972

- sottofamiglia Cryptorhynchinae Schönherr, 1825
  - tribù Aedemonini Faust, 1898
  - tribù Camptorhinini Lacordaire, 1865
  - tribù Cryptorhynchini Schönherr, 1825
  - tribù Gasterocercini Zherikhin, 1991
  - tribù Psepholacini Lacordaire, 1865
  - tribù Sophrorhinini Lacordaire, 1865
  - tribù Torneumatini Bedel, 1884

- sottofamiglia Cyclominae Schönherr, 1826
  - tribù Amycterini Waterhouse, 1854
  - tribù Aterpini Lacordaire, 1863
  - tribù Cyclomini Schönherr, 1826
  - tribù Dichotrachelini Hoffmann, 1957
  - tribù Hipporhinini Lacordaire, 1863
  - tribù Listroderini LeConte, 1876
  - tribù Notiomimetini Wollaston, 1873
  - tribù Rhythirrinini Lacordaire, 1863

- sottofamiglia Entiminae Schönherr, 1823
  - tribù Agraphini Horn, 1876
  - tribù Alophini LeConte, 1874
  - tribù Anomophthalmini Morrone, 1998
  - tribù Anypotactini Champion, 1911
  - tribù Blosyrini Lacordaire, 1863
  - tribù Brachyderini Schönherr, 1826
  - tribù Celeuthetini Lacordaire, 1863
  - tribù Cneorhinini Lacordaire, 1863
  - tribù Cratopodini Hustache, 1919
  - tribù Cylydrorhinini Lacordaire, 1863
  - tribù Cyphicerini Lacordaire, 1863
  - tribù Ectemnorhinini Lacordaire, 1863
  - tribù Elytrurini Marshall, 1956
  - tribù Embrithini Marshall, 1942
  - tribù Entimini Schönherr, 1823
  - tribù Episomini Lacordaire, 1863
  - tribù Eudiagogini LeConte, 1874
  - tribù Eupholini Günther, 1943
  - tribù Eustylini Lacordaire, 1863
  - tribù Geonemini Gistel, 1848
  - tribù Holcorhinini Desbrochers des Loges, 1898
  - tribù Hormorini Horn, 1876
  - tribù Laparocerini Lacordaire, 1863
  - tribù Leptostethini Lacordaire, 1863
  - tribù Lordopini Schönherr, 1823
  - tribù Mesostylini Reitter, 1913
  - tribù Myorhinini Marseul, 1863
  - tribù Nastini Reitter, 1913
  - tribù Naupactini Gistel, 1848
  - tribù Nothognathini Marshall, 1916
  - tribù Omiini Shuckard, 1839
  - tribù Oosomini Lacordaire, 1863
  - tribù Ophryastini Lacordaire, 1863
  - tribù Ophtalmorrhynchini Hoffmann, 1965
  - tribù Otiorhynchini Schönherr, 1826
  - tribù Ottistirini Heller, 1925
  - tribù Pachyrhynchini Schönherr, 1826
  - tribù Peritelini Lacordaire, 1863
  - tribù Phyllobiini Schönherr, 1826
  - tribù Polycatini Marshall, 1956
  - tribù Polydrusini Schönherr, 1823
  - tribù Premnotrypini Kuschel, 1956
  - tribù Pristorhynchini Heer, 1847 †
  - tribù Prypnini Lacordaire, 1863
  - tribù Psallidiini Lacordaire, 1863
  - tribù Rhyncogonini Sharp, 1919
  - tribù Sciaphilini Sharp, 1891
  - tribù Sitonini Gistel, 1848
  - tribù Tanymecini Lacordaire, 1863
  - tribù Tanyrhynchini Schönherr, 1826
  - tribù Thecesternini Lacordaire, 1863
  - tribù Trachyphloeini Gistel, 1848
  - tribù Tropiphorini Marseul, 1863
  - tribù Typhlorhinini Kuschel, 1954

- sottofamiglia Hyperinae Marseul, 1863 (1848)
  - tribù Cepurini Capiomont, 1867
  - tribù Hyperini Marseul, 1863 (1848)

- sottofamiglia Lixinae Schönherr, 1823
  - tribù Cleonini Schönherr, 1826
  - tribù Lixini Schönherr, 1823
  - tribù Rhinocyllini Lacordaire, 1863

- sottofamiglia Mesoptiliinae Lacordaire, 1863
  - tribù Carciliini Pierce, 1916
  - tribù Laemosaccini Lacordaire, 1865
  - tribù Magdalidini Pascoe, 1870
  - tribù Mesoptiliini Lacordaire, 1863

- sottofamiglia Molytinae Schönherr, 1826
  - tribù Anoplini Bedel, 1883
  - tribù Amalactini Lacordaire, 1863
  - tribù Aminyopini Voss, 1956
  - tribù Amorphocerini Voss, 1939
  - tribù Anchonini Imhoff, 1856
  - tribù Brachyceropseini Aurivillius, 1926
  - tribù Cholini Schönherr, 1825
  - tribù Cleogonini Gistel, 1848
  - tribù Conotrachelini Jekel, 1865
  - tribù Cycloterini Lacordaire, 1863
  - tribù Dinomorphini Lacordaire, 1863
  - tribù Emphyastini Lacordaire, 1863
  - tribù Euderini Lacordaire, 1865
  - tribù Galloisiini Morimoto, 1962
  - tribù Guioperini Lacordaire, 1865
  - tribù Hylobiini Kirby, 1837
  - tribù Ithyporini Lacordaire, 1865
  - tribù Itini Reitter, 1913
  - tribù Juanorhinini Aurivillius, 1931
  - tribù Lepyrini Kirby, 1837
  - tribù Lithinini Lacordaire, 1863
  - tribù Lymantini Lacordaire, 1865
  - tribù Mecysolobini Reitter, 1913
  - tribù Metatygini Pascoe, 1888
  - tribù Molytini Schönherr, 1823
  - tribù Nettarhinini Lacordaire, 1865
  - tribù Pacholenini Lacordaire, 1863
  - tribù Paipalesomini Marshall, 1932
  - tribù Petalochilini Lacordaire, 1863
  - tribù Phoenicobatini Champion, 1914
  - tribù Phrynixini Kuschel, 1964
  - tribù Pissodini Gistel, 1848
  - tribù Sternechini Lacordaire, 1863
  - tribù Styanacini Chûjô and Voss, 1960
  - tribù Trachodini Gistel, 1848
  - tribù Trigonocolini Lacordaire, 1863
  - tribù Trypetidini Lacordaire, 1865

- sottofamiglia Orobitidinae Thomson, 1859

- sottofamiglia Xiphaspidinae Marshall, 1920

- sottofamiglia Scolytinae Latreille, 1804
  - tribù Amphiscolytini Mandelshtam and Beaver, 2003
  - tribù Bothrosternini Blandford, 1896
  - tribù Cactopinini Chamberlin, 1939
  - tribù Carphodicticini Wood, 1971
  - tribù Coptonotini Chapuis, 1869
  - tribù Corthylini LeConte, 1876
  - tribù Cryphalini Lindemann, 1877
  - tribù Crypturgini LeConte, 1876
  - tribù Cylindrobrotini Kirejtshuk, Azar, Beaver, Mandelshtam and Nel, 2009 †
  - tribù Diamerini Hagedorn, 1909
  - tribù Dryocoetini Lindemann, 1877
  - tribù Hexacolini Eichhoff, 1878
  - tribù Hylastini LeConte, 1876
  - tribù Hylesinini Erichson, 1836
  - tribù Hylurgini Gistel, 1848
  - tribù Hyorrhynchini Hopkins, 1915
  - tribù Hypoborini Nüsslin, 1911
  - tribù Ipini Bedel, 1888
  - tribù Micracidini LeConte, 1876
  - tribù Phloeosinini Nüsslin, 1912
  - tribù Phloeotribini Chapuis, 1869
  - tribù Phrixosomatini Wood, 1978
  - tribù Polygraphini Chapuis, 1869
  - tribù Premnobiini Browne, 1962
  - tribù Scolytini Latreille, 1804
  - tribù Scolytoplatypodini Blandford, 1893
  - tribù Xyleborini LeConte, 1876
  - tribù Xyloctonini Eichhoff, 1878
  - tribù Xyloterini LeConte, 1876

- sottofamiglia Platypodinae Shuckard, 1820
  - tribù Mecopelmini Thompson, 1992
  - tribù Platypodini Shuckard, 1839
  - tribù Schedlariini Wood and Bright, 1992
  - tribù Tesserocerini Strohmeyer, 1914

Le seguenti sottofamiglie, presenti in precedenti classificazioni, sono attualmente inquadrate come famiglie a sé stanti:
- Brachycerinae   = Brachyceridae Billberg, 1820
- Dryophthorinae   = Dryophthoridae Schönherr, 1825